# Tom Ruud
Pour les articles homonymes, voir Ruud.
(en) Statistiques sur pro-football-reference
Thomas Robert Ruud (né le 26 juillet 1953 à Olivia) est un joueur américain de football américain. Il est le père de Barrett Ruud et Bo Ruud qui furent joueurs de football américain aussi.

## Lycée
Ruud étudie à la Jefferson High School de Bloomington où il sort diplômé en 1971.

## Carrière

### Université
Il va ensuite à l'université du Nebraska, jouant pendant trois saisons avec les Cornhuskers dans l'équipe de football américain.

### Professionnel
Tom Ruud est sélectionné au premier tour du draft de la NFL de 1975 par les Bills de Buffalo au dix-neuvième choix. Sa première saison le voit jouer quatorze matchs dont trois comme titulaire, réalisant sa première interception. La saison suivante, il réalise six interceptions en quatorze matchs mais ne joue plus comme titulaire. La saison 1977 avec les Bills est pauvre car il entre au cours de huit matchs et n'arrive pas à réaliser un fait de jeu.
Il est libéré par la franchise de Buffalo après cette saison et signe en 1978 avec les Bengals de Cincinnati. Sa première saison avec les Bengals le voit entrer au cours de sept matchs avant de rentrer à chaque match de la saison 1979. Il ne reste pas dans l'équipe après cette saison et quitte le monde du football professionnel.